# Ben Davies (Eishockeyspieler)
Benjamin „Ben“ Davies (* 18. Januar 1991 in Cardiff, Wales) ist ein britischer Eishockeyspieler, der seit 2021 erneut bei den Cardiff Devils in der Elite Ice Hockey League unter Vertrag steht.

## Karriere
Ben Davies begann seine Karriere als Eishockeyspieler bei den Cardiff Devils in seiner Geburtsstadt, für die er zunächst in Juniorenmannschaften spielte. Bereits als 16-Jähriger gab er sein Debüt in der Profimannschaft in der Elite Ice Hockey League, wurde aber daneben zunächst auch weiterhin in Juniorenmannschaften eingesetzt. Anfang 2011 wechselte er für ein halbes Jahr auf Leihbasis zu Basingstoke Bison in die zweitklassige English Premier Ice Hockey League. Nachdem er anschließend wieder nach Cardiff zurückgekehrt war, wechselte er 2014 zum Braehead Clan nach Schottland, der wie sein Stammverein in der Elite Ice Hockey League spielt. Nach zwei Jahren in Schottland begann er die Spielzeit 2016/17 bei den Swindon Wildcats in der English Premier Ice Hockey League, wechselte kurzzeitig in die Vereinigten Staaten, wo er fünf Spiele für die Norfolk Admirals in der ECHL absolvierte und kehrte im November 2016 auf die britische Insel zurück, wo er die Saison beim Coventry Blaze aus der Elite Ice Hockey League beendete. Von 2017 bis 2020 spielte er für den Ligakonkurrenten Guildford Flames und im Sommerhalbjahr 2018 zudem für den Mustangs IHC aus Melbourne in der Australian Ice Hockey League. Nach einem Jahr beim Manchester Storm kehrte er 2021 zu den Cardiff Devils zurück, bei denen er seine Karriere begonnen hatte. Mit dem Klub aus seiner walisischen Geburtsstadt gewann er 2022 die EIHL-Playoffs.

### International
Für Großbritannien nahm Davies im Juniorenbereich an den U18-Weltmeisterschaften der Division II 2008 und 2009, als er als bester Stürmer des Turniers ausgezeichnet wurde, sowie den U20-Titelkämpfen der Division II 2009 und 2010 und der Division I 2011 teil. 
Im Seniorenbereich stand er im Aufgebot seines Landes bei den Weltmeisterschaften der Division I 2013, 2014 und 2018, als den Briten erstmals nach dem Abstieg 1994 die Rückkehr in die höchste Leistungsstufe der Weltmeisterschaften gelang. Bei den Weltmeisterschaften 2019, 2021 und 2022 spielte er dann in der Top-Division. Zudem vertrat er seine Farben bei den Olympiaqualifikationen für die Winterspiele in Peking 2022 und in Mailand 2026.

## Erfolge und Auszeichnungen
- 2009 Aufstieg in die Division I bei der U18-Weltmeisterschaft der Division II, Gruppe B
- 2009 Bester Stürmer bei der U18-Weltmeisterschaft der Division II, Gruppe B
- 2010 Aufstieg in die Division I bei der U20-Weltmeisterschaft der Division II, Gruppe A
- 2018 Aufstieg in die Top-Division bei der Weltmeisterschaft der Division I, Gruppe A
- 2022 Playoff-Sieger der Elite Ice Hockey League mit den Cardiff Devils

## Statistik
(Stand: Ende der Saison 2022/23)